# Geranials
Les geranials (Geraniales) són un ordre de plantes amb flor (Magnoliophyta). La família més gran d'aquest ordre són les geraniàcies, amb més de 800 espècies, també inclou altres petites famílies que conjuntament contribueixen amb molt poques espècies. La majoria de les geranials són plantes herbàcies, però hi ha algunes que són arbusts o petits arbres.
La importància econòmica de les geranials és petita. Algunes espècies del gènere Pelargonium són cultivades pels seus olis aromàtics que són emprats a la indústria de la perfumeria. Algunes poques espècies més, sobretot de geraniàcies, tenen interès per l'horticultura o la medicina.
Al sistema taxonòmic d'Engler-Prantl, actualment obsolet, l'abast d'aquest ordre era molt més gran i incloïa 14 famílies, 654 gèneres i 14.670 espècies extensament distribuïdes, algunes de les quals tenien importància econòmica (per exemple, la coca, els cítrics i l'arbre del cautxú).

## Taxonomia
L'actual sistema de classificació APG IV (2016) només reconeix dues famílies dins l'ordre de les geranials:
- Geraniaceae Juss.
- Francoaceae A.Juss.